# Hambers
Hambers ist eine französische Gemeinde mit 625 Einwohnern (Stand: 1. Januar 2022) im Département Mayenne in der Region Pays de la Loire. Sie gehört zum Arrondissement Mayenne und zum Kanton Évron. 

## Geographie
Hambers liegt etwa 29 Kilometer nordöstlich von Laval. Umgeben wird Hambers von den Nachbargemeinden La Chapelle-au-Riboul im Norden, Champgenéteux im Norden und Nordosten, Bais im Osten, Sainte-Gemmes-le-Robert im Südosten, Mézangers im Süden, Jublains im Westen sowie Grazay im Nordwesten.

## Bevölkerungsentwicklung
| Jahr                       | 1962 | 1968 | 1975 | 1982 | 1990 | 1999 | 2006 | 2019 |
| Einwohner                  | 792  | 707  | 562  | 490  | 451  | 548  | 563  | 611  |
| Quellen: Cassini und INSEE |      |      |      |      |      |      |      |      |

## Sehenswürdigkeiten
- Kirche Saint-Gervais-Saint-Protais aus dem 12. Jahrhundert, seit 1954 Monument historique
- Kapelle Saint-Michel von 1402 in Le Montaigu
- Kapelle Saint-Yves aus dem 20. Jahrhundert
- Burgruine Chelé

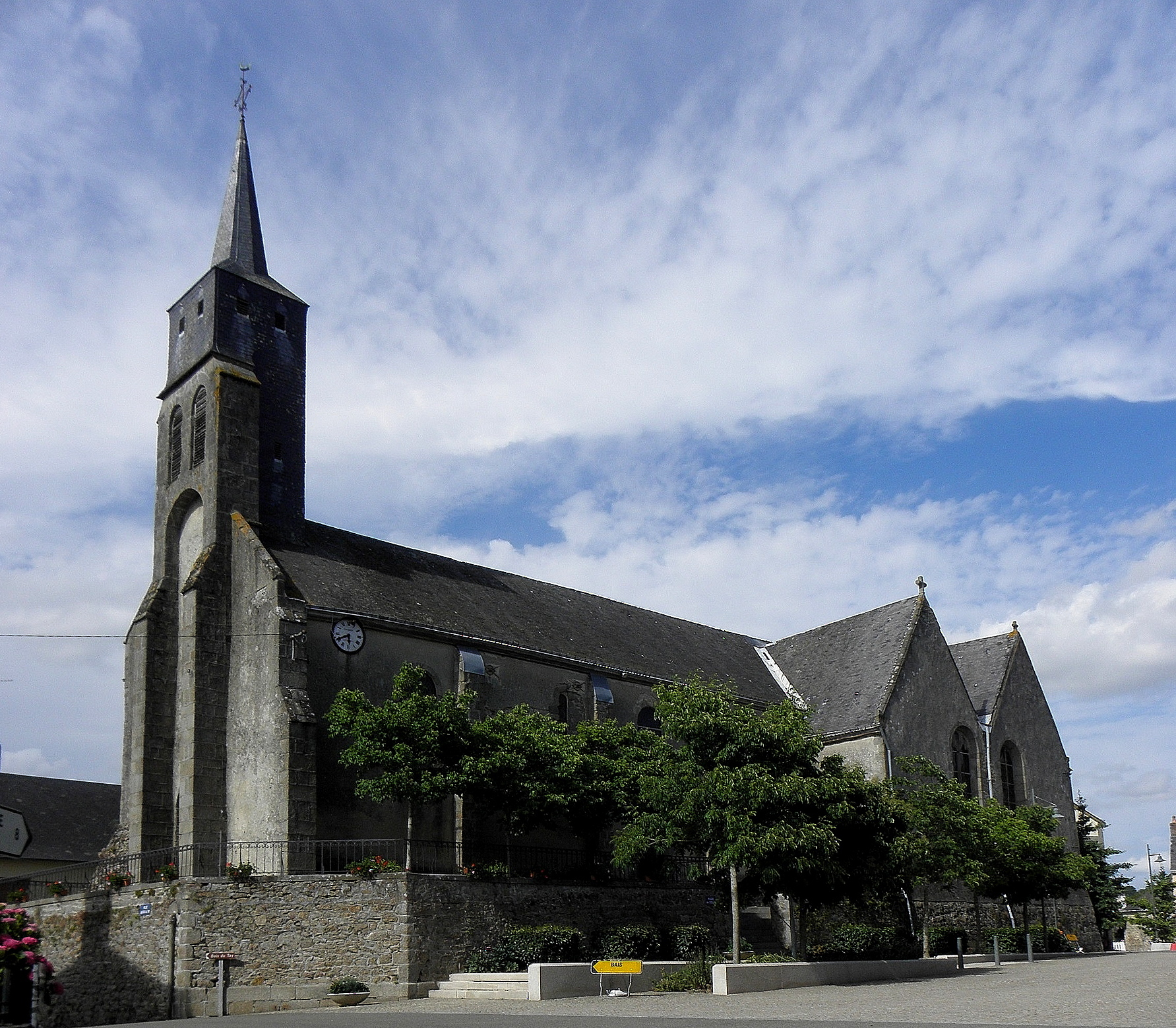
Kirche Saint-Gervais-Saint-Protais
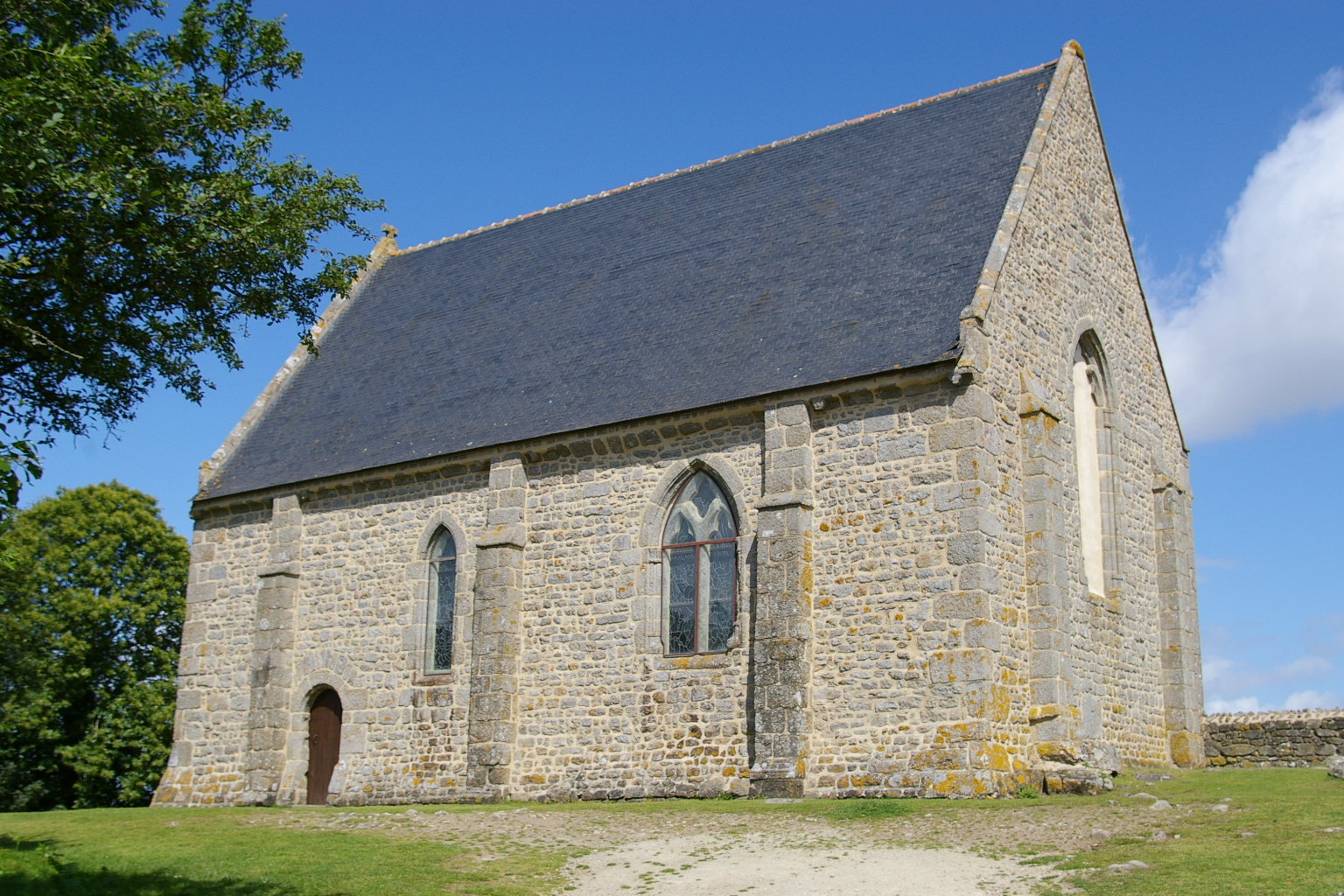
Kapelle Saint-Michel
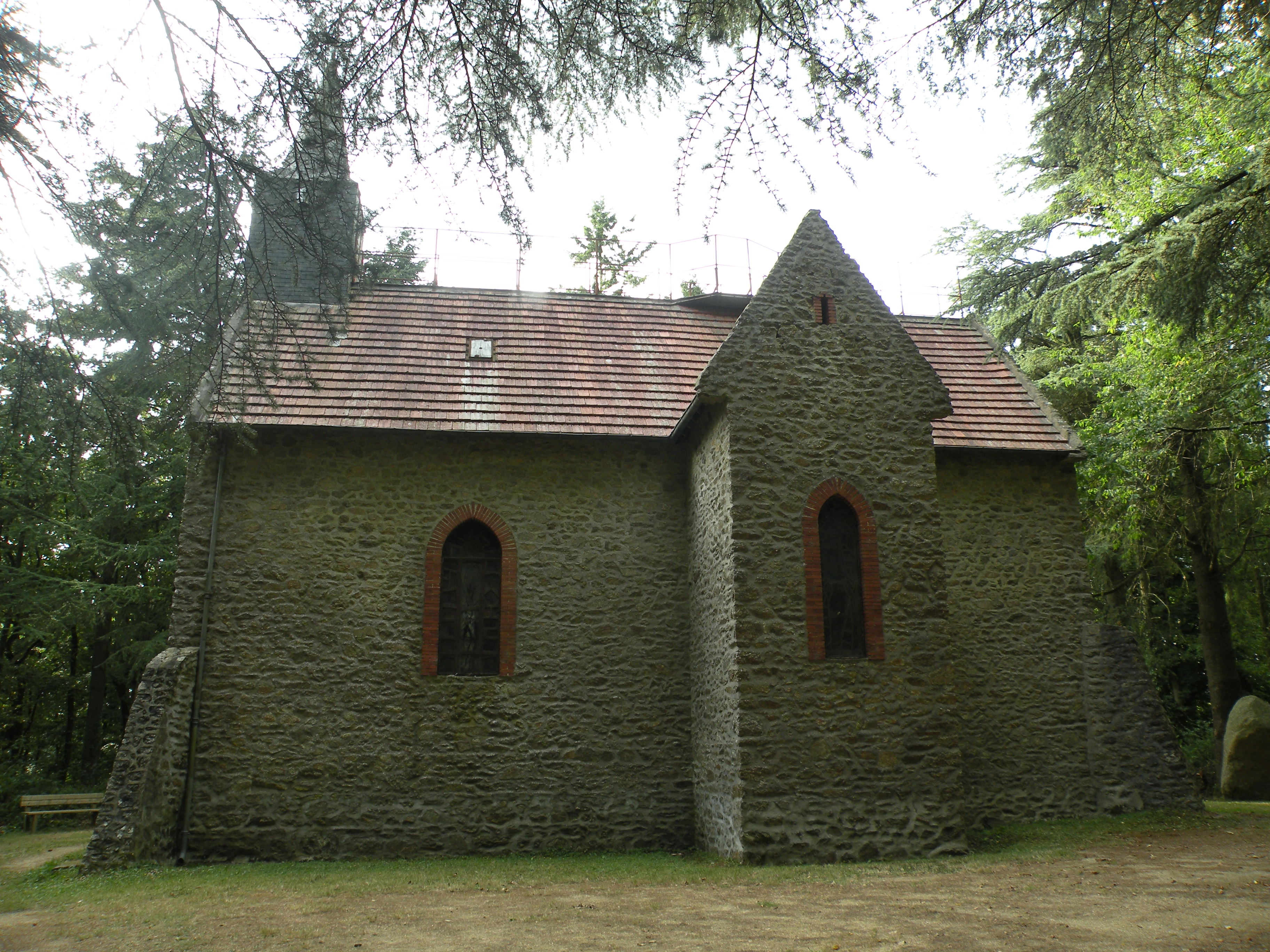
Kapelle Saint-Yves
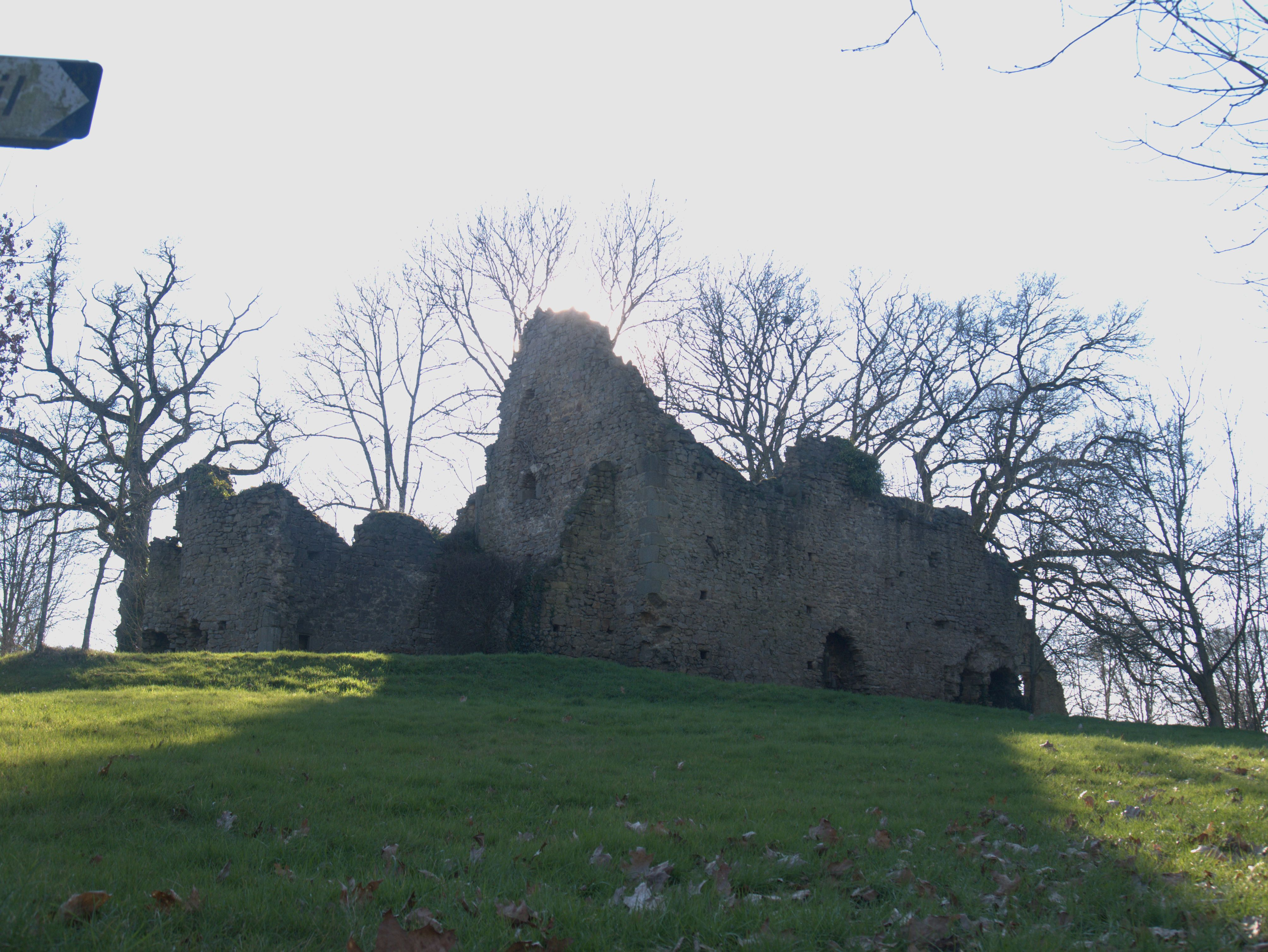
Burgruine Chelé